# The Daily Telegraph (Australia)
The Daily Telegraph – australijski dziennik publikowany w Sydney przez Nationwide News, należącą do News Corp.
The Tele, bo tak pospolicie nazywana jest ta gazeta, zostało założone w 1879 i było ważnym ogniwem prasowym w Sydney, aż do 1990, kiedy to połączyło się z jego popołudniową gazetą siostrzaną Daily Mirror, w wyniku czego powstał Daily Telegraph-Mirror. Miał on początkowo poranne i popołudniowe wydanie, jednak z czasem tego drugiego zaniechano.
Nowa gazeta wychodziła pod tym tytułem do stycznia 1996 roku, kiedy to pod presją czytelników, którym zależało na krótszym tytule nazwano ją The Daily Telegraph.
Podobnie jak jej brytyjskie wydanie, dziennik ten jest gazetą o poglądach konserwatywnych i prawicowych. Ze względu na swoje publikacje dotyczące wojny w Iraku, wśród lewicowych intelektualistów przylgnęło do niej miano „The Daily Terror” lub „Terrorgraph”. Gazeta ta jest bardziej sensacyjna niż jej odpowiednik z Melbourne – Herald Sun.
W niedzielę wydawana jest jako The Sunday Telegraph.
W Wielkiej Brytanii także jest wydawany „The Daily Telegraph”, ale przez innego wydawcę – jest to odrębna gazeta.